# Уно Ерлунд
Уно Ерлунд (швед. Uno Öhrlund; Јевле, 22. мај 1937) некадашњи је шведски хокејаш на леду који је током каријере играо на позицијама левокрилног нападача.
Највећи део играчке каријере провео је у екипи Вестероса за коју је током пуних 15 сезона одиграо преко 250 утакмица. Иако никада није освојио титулу националног првака године 1964. уврштен је у идеални тим првенства, а ту сезону је окончао и као најбољи стрелац првенства. Његов дрес са бројем 5 који је носио играјући за Вестерос званично је повучен из употребе у том клубу.
За репрезентацију Шведске за коју је играо у периоду 1957−1965. одиграо је укупно 85 утакмица и постигао 57 голова. Био је део швеског олимпијског тима на ЗОИ 1964. у аустријском Инзбруку када су Швеђани освојили сребрну олимпијску медаљу. Наступио је и на неколико светских првенстава на којима је освојио по једну златну (СП 1962), сребрну (СП 1963) и бронзану медаљу (СП 1965). 
У летњем делу сезоне играо је фудбал за екипу ФК Вестероса, а једно време се такмичио и у бандију у екипи Свартодаленса.